# Institutul Național pentru Studiul Totalitarismului
Institutul Național pentru Studiul Totalitarismului (INST) este o instituție din România înființată la data de 13 aprilie 1993.
Are ca obiect de activitate culegerea, arhivarea, cercetarea și publicarea documentelor referitoare la formele totalitarismului în România.
Zonele de interes alre INST sunt aspecte ale vieții sub regimul comunist, 1945-1989: structuri economice, probleme sociale, instituții, legislație, cultură, mentalități, limbaj, tehnici de represiune, forme de rezistență, viața cotidiană.
Forme de totalitarism în timpul guvernării regelui Carol al II-lea (1930-1940), regimului legionar (1940-1941) și al mareșalului Ion Antonescu (1941-1944).
Partide, mișcări politice sau curente ideologice care au contestat regimul parlamentar în România în perioada interbelică.
Raportări la fenomene similare din Europa: influențe, analogii, comportamente specifice.
Președintele INST este istoricul Radu Ciuceanu

## Publicații
- România 1945-1989. Enciclopedia regimului comunist, Vol I-II, Octavian Roske - recenzie1 - recenzie2
- Mecanisme represive în România. 1945-1989, Octavian Roske (coordonator), Colecția „Dicționare”, București, 2005, primele 3 volume apărute între 2001 și 2004 - recenzie